# Boethius (Mondkrater)
Boethius ist ein kleiner, schüsselförmiger Einschlagkrater nahe dem Ostrand des Mondes am östlichen Rand des Mare Undarum.  Südwestlich befindet sich der dunkle, von Lava überflutete Krater Dubyago.
Boethius ist von kreisförmiger Gestalt. Die inneren Kraterwände fallen gleichmäßig auf einen relativ kleinen Kraterboden hin ab. Er hat eine höhere Albedo als das umliegende Gelände und weist keine bemerkenswerten Erosions- oder Einschlagspuren auf.
Ehe Boethius im Jahre 1976 durch die Internationale Astronomische Union (IAU) seinen eigenen Namen erhielt, war er unter der Bezeichnung Dubyago U bekannt.